# Duck Hunt

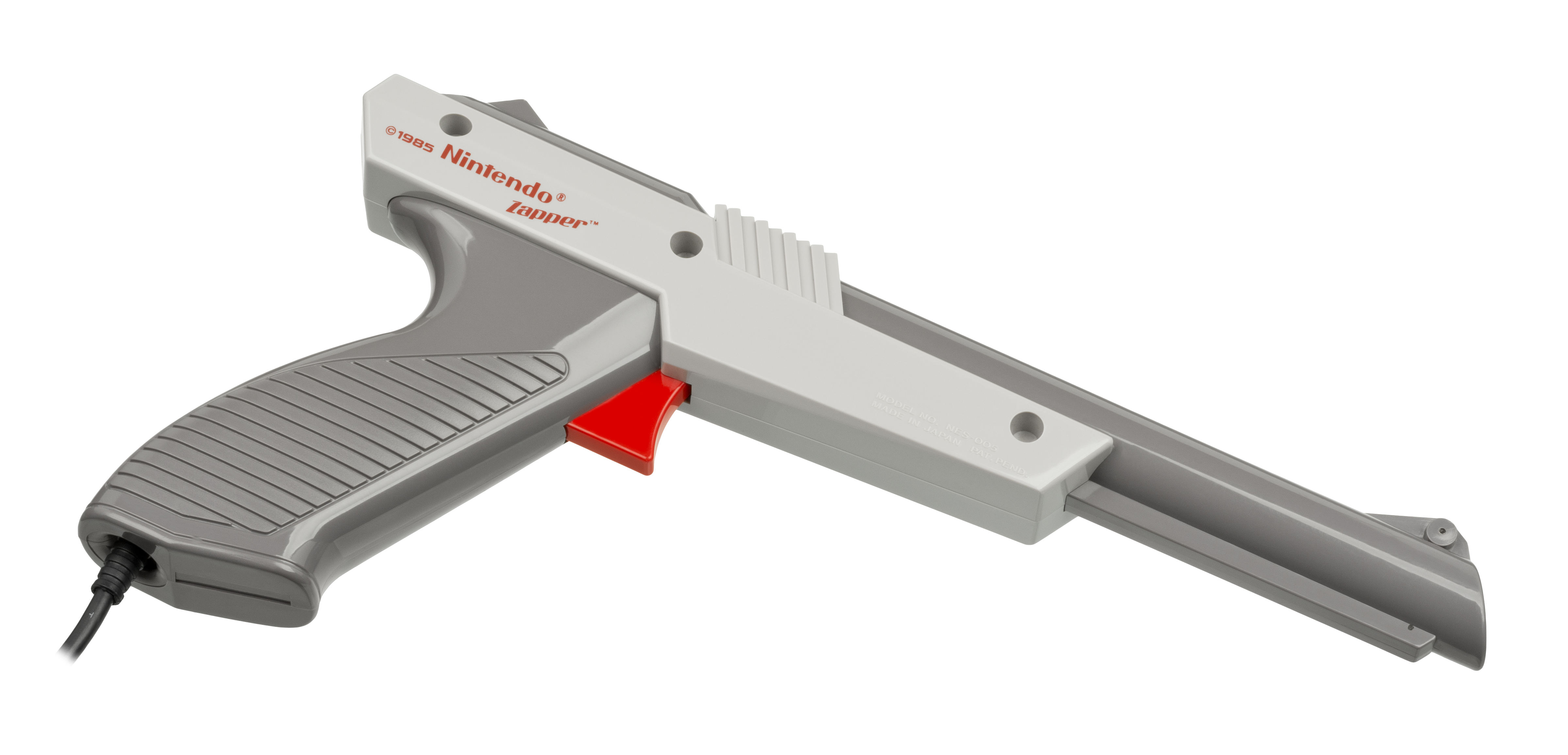
NES Zapper

Banner s loveckým psem a chycenou kachnou ze hry Duck Hunt

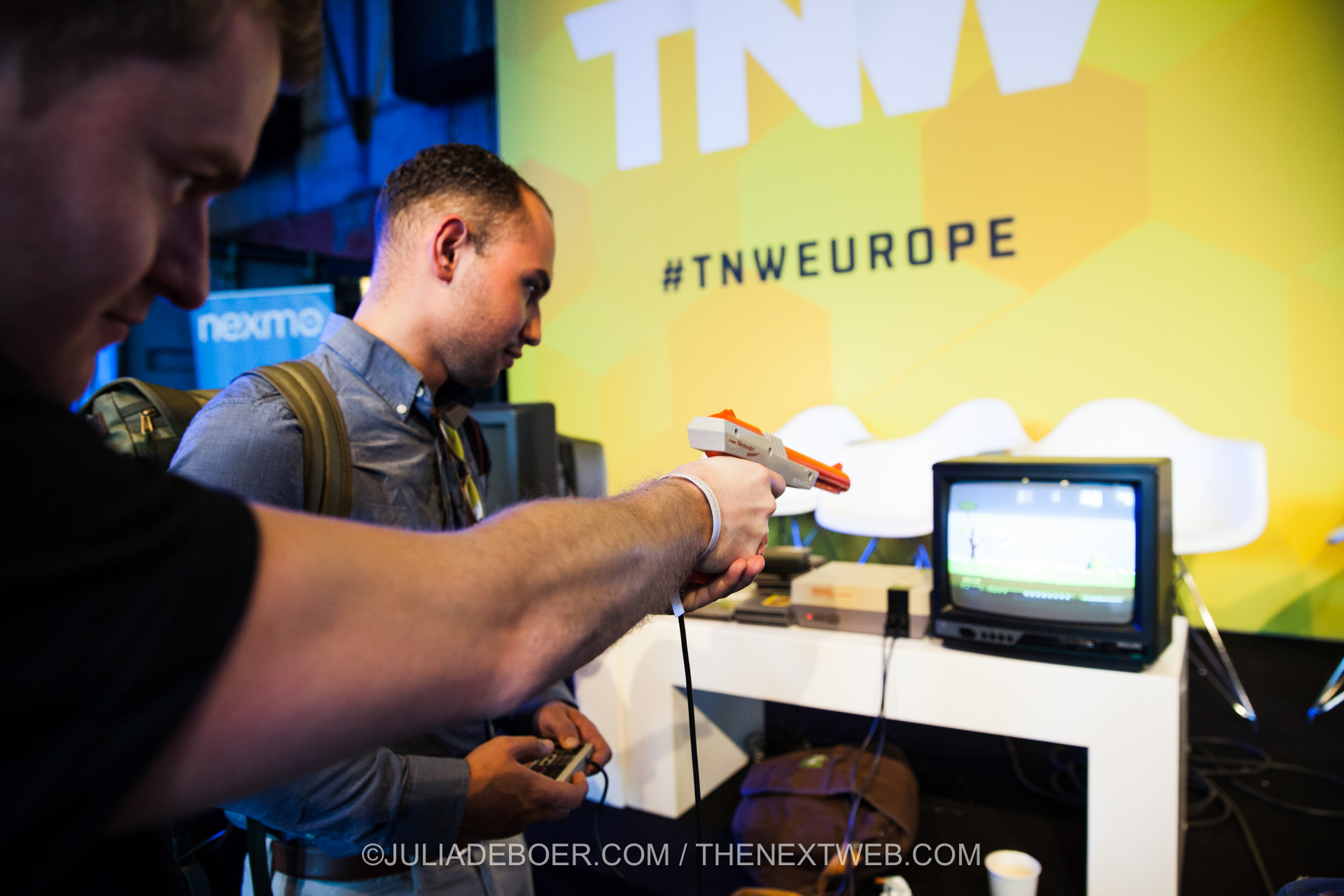
Pohled na hráče hry Duck Hunt

Duck Hunt (japonsky ダックハント, Dakku hanto, v doslovném překladu Lov Kachen) je hra japonské firmy Nintendo pro konzoli Nintendo Entertainment System (NES). Poprvé byla vydána v roce 1984 v Japonsku pro konzoli Famicom (japonskou variantu NES) a jako arkádový box pro Severní Ameriku. O rok později byla vydána varianta pro NES v Severní Americe, přičemž šlo o první hru pro NES zde vydanou. Pro Evropu byla hra vydána až v roce 1987. Hra byla poté vydávána ještě několikrát, ať už v rámci setů s více hrami, nebo jako stahovatelná v rámci virtuální konzole (například pro Wii U). Inspirací pro hru byla elektromechanická arkádová hra Laser Clay Shooting System, kterou Nintendo vydalo v roce 1976.
Hra byla velmi úspěšná, prodalo se přes 28 milionů kopií. V době vydání byla hodnocena velmi pozitivně, pozdější ohlasy již tolik pozitivní nebyly. Ve 21. století bývá považována za kultovní a stala se inspirací pro mnoho dalších videoher a miniher. Minihra založená na stejném principu se objevuje například ve hrách ze série Wii Play (Wii Play a Wii Play: Motion).

## Popis hry
Duck Hunt je střílečka z pohledu první osoby, ve které je cílem zastřelit co nejvíce kachen nebo hliněných terčů, přičemž v každém kole se objeví jeden nebo dva cíle a hráč má tři pokusy vystřelit. Během jedné hry je deset kol. Hráč musí dosáhnout určitého minimálního počtu zásahů, aby postoupil do další úrovně, přičemž každá další úroveň je těžší a rychlejší. Hráč získává body se získávají za každý úspěšný výstřel, případně za to, že se mu podařilo v jedné úrovní sestřelit všechny cíle. Hra ukládá nejvyšší skóre. V originálním vydání pro NES se na míření a střílení používal NES Zapper, maketa lehké zbraně, kterou se míří na obrazovku televize.
Hra obsahuje také NPC loveckého psa, který se hráči směje, pokud se netrefí do cílů. Tato postava bývá některými (například herním magazínem GamesRadar) označována jako jedna z „nejotravnějších postav ve videoherních dějinách“.

### Herní módy
Duck Hunt má tři herní módy:
- Game A, ve kterém se v každém kole objevuje jedna kachna. Tento mód může být i pro dva hráče, přičemž ten druhý ovládá let kachny za pomocí NES ovladače. V tomto módu je možné dosáhnout maximálně úrovně 99. Výhra této úrovně hru přepne na úroveň 0, která vede k tomu, že se celá hra zhroutí a přestane fungovat.
- Game B, ve kterém se v každém kole objevují dvě kachny.
- Game C, ve kterém se v každém kole objevují hliněné terče.